# Заселяя замки Венарии-Реале
«Заселяя замки Венарии-Реале» (англ. Peopling the Palaces at Venaria Reale) — фильм Питера Гринуэя, состоящий из 200 самостоятельных сцен, снятый для демонстрации в королевском дворце коммуны Венария-Реале, Пьемонт, Италия. Премьера состоялась 13 октября 2007 года в день открытия дворца для публики после продолжительного периода реставрации.

## Работа над фильмом
Съёмки фильма проходили на киностудии «Lumiq» в Турине в течение двух недель в июне 2007 года. В последующие три месяца Гринуэй занимался в Амстердаме монтажом отснятого материала.

## Актёрский состав
- Маркиз Каральо / Marchese di Caraglio — Эннио Фантастикини
- Маркиза Каральо / Marchesa di Caraglio — Орнелла Мути / Ornella Muti
- Сластолюбка / Edonista — Дебора Каприольо / Debora Caprioglio
- Сплетница / Pettegola — Лучана Литтиццетто / Luciana Littizzetto
- Судомойка / Sguattera — Валентина Черви / Valentina Cervi
- Писатель / Scrittore — Ремо Джироне / Remo Girone